# スチュアート・ハイウェイ
スチュアートハイウェイ（Stuart Highway）は、オーストラリアの幹線道路である。

## 概要
スチュアート・ハイウェイという名称はヨーロッパ人として初めてオーストラリア縦断を行ったスコットランドの探検家であるジョン・マクドゥオール・スチュアート(en:John McDouall Stuart)の名にちなんでいる。
オーストラリアのダーウィンとポートオーガスタを結ぶ全長2834kmの国道である。ノーザンテリトリーのダーウィンからデーリーウォーターまではA1であり、そこから南はA87となる。オーストラリア大陸内陸部の砂漠地帯を通っており、町と町の距離は非常に離れている。

## 速度制限
2007年1月1日以前は、スチュアート・ハイウェイのノーザンテリトリー（北部準州）内では、町の区間などを除いて、速度制限は存在しなかった。つまり、事実上速度無制限であった。規制改正後は130km/hの速度制限が設けられた。
サウス・オーストラリア(SA)内の区間は市街地を除き110km/h制限である。

## ルート上にある主な町
- ダーウィン
- キャサリン
- テナントクリーク
- アリススプリングス
- クーバーペディ
- ポートオーガスタ

## フライングドクター
フライングドクター (Royal Flying Doctor Service of Australia、RFDS、The Flying Doctors) は、オーストラリアで小型飛行機を利用して、病院から遠く離れた患者を移送する事業である。このサービスを実現するために緊急時にはスチュアート・ハイウェイの道路を滑走路として利用する。ストライプなどのサインが入った着陸するための設備が整った区間では、警察が道路を封鎖することで利用可能となる。

## ワールド・ソーラー・チャレンジ

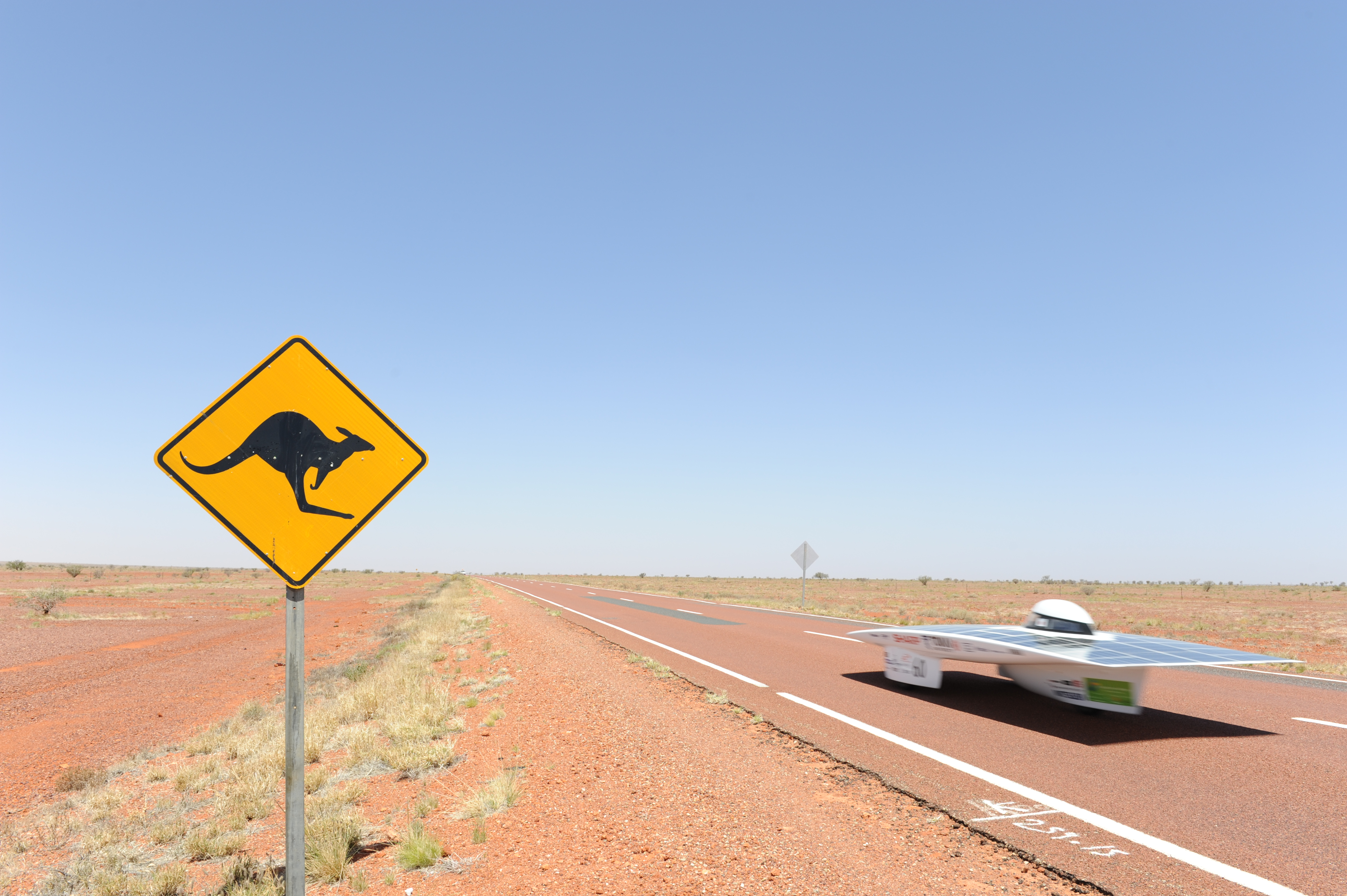
スチュアート・ハイウェイを走行するソーラーカー"Tokai Challenger"

スチュアート・ハイウェイは世界的なソーラーカーレースであるワールド・ソーラー・チャレンジのコースとして使用される。1987年に第1回大会が開催されゼネラルモーターズのサンレーサーが優勝した。2005年のNuon Solar TeamのNuna5や2009年大会の東海大学のソーラーカー「Tokai Challenger」のように、南オーストラリア州内での巡航速度が110km/hに達した場合には、太陽電池の搭載面積制限を縮小するなどのレギュレーション変更が行われる。レースはダーウィンからポートオーガスタを経由し、そこから先はポート・ウェイクフィールド道を通ってアデレードまでの約3,000kmのコースで行われる。